# Amir Kabir

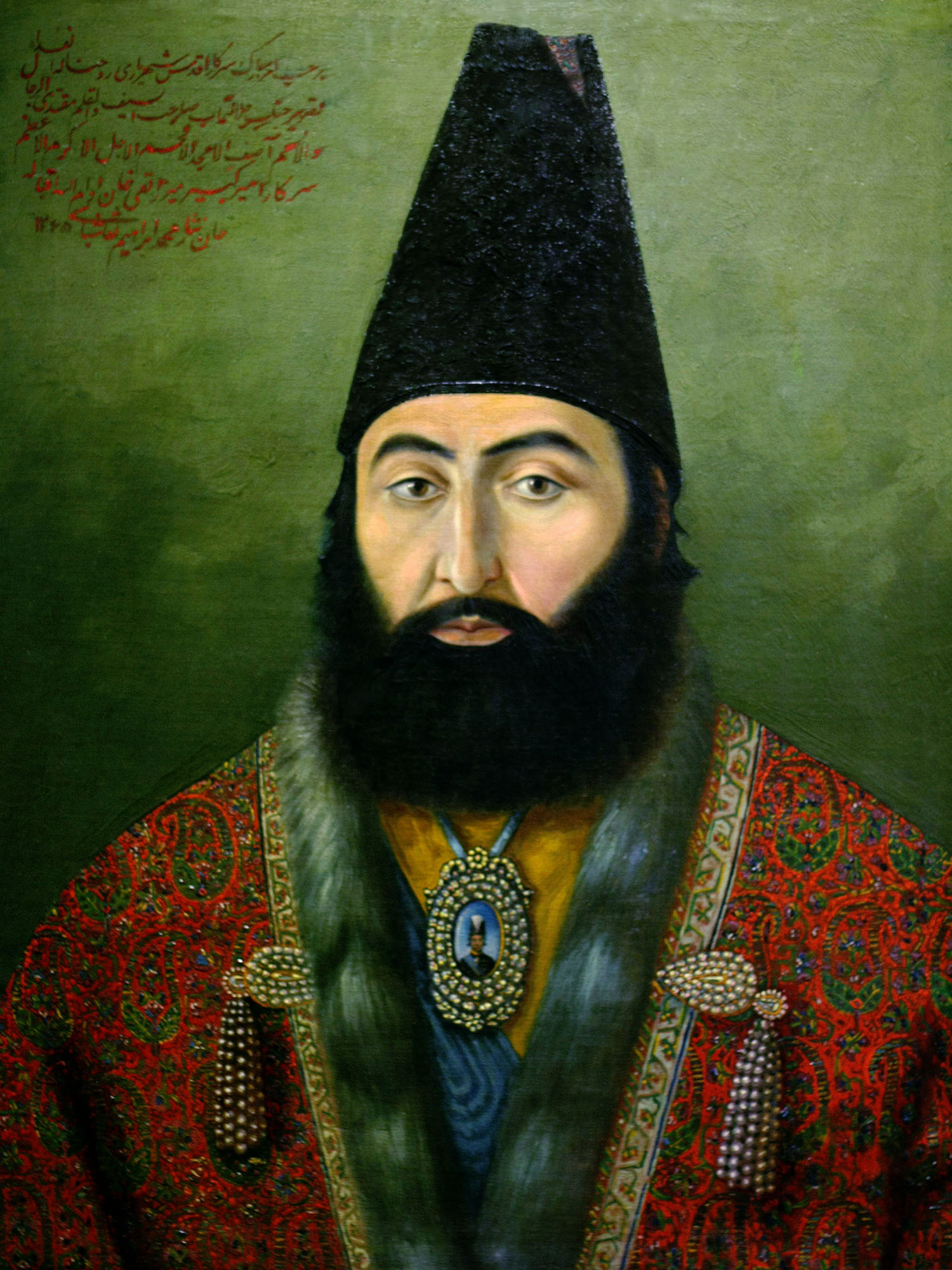
Amir Kabir, vor 1850

Amir Kabir (persisch امیرکبیر, DMG Amīr-e Kabīr, ‚der Große Fürst‘), Ehrenname von Mirza Taqi Khan (میرزا محمد تقی‌خان فراهانی, DMG Mīrzā Moḥammad Taqī Ḫān-e Farāhānī‎; * 9. Januar 1807 in Arak, Iran; † 10. Januar 1852 in Kaschan), war Premierminister während der Regentschaft des Kadscharen-Herrschers Naser ad-Din und ein Reformer Persiens. Er trug zur Modernisierung des Landes in der ersten Hälfte des 19. Jahrhunderts bei.

## Leben
Amir Kabir wurde 1807 als Sohn des Kochs des damaligen Premierministers Qa'em Maqam in der Nähe von Arak geboren. Seine Karriere begann er als Schreiber der Administration, in deren Hierarchie er schnell aufstieg. Im Jahre 1829 begleitete er als Juniormitglied eine diplomatische Mission nach St. Petersburg, wo er die Reformbedürftigkeit seines Landes erkannte. Auf einer weiteren Mission ins Osmanische Reich verfolgte er die Modernisierungsbestrebungen des Nachbarlandes. Nach seiner Rückkehr berief ihn Mohammed Schah 1847 an den Hof des damaligen Kronprinzen Naser ad-Din nach Aserbaidschan. Als Mohammad Schah 1848 starb, wurde Amir Kabir zum Premierminister des neuen Herrschers Naser ad-Din Schah ernannt.
Amir Kabir übernahm sein Amt, als Persien bzw. Iran wirtschaftlich, politisch und auch sozial geschwächt war. Er leitete eine Reihe von langwierigen Veränderungen im gesellschaftlichen Leben ein. Dazu gehörten die Gründung neuer Ministerien, die Reorganisation des Finanzsystems, des Steuersystems sowie des Gesundheitswesens. Unter Amir Kabir wurde die erste Zeitung des Landes, Vaqāye‘-e Ettefāqiyye (persisch وقایع اتفاقیه, DMG waqāye‘-e ettefāqiyye, ‚Reale Ereignisse‘), sowie die erste moderne Hochschule des Landes in Teheran, die Dāro'l-Fonūn (von arabisch دار الفنون, DMG Dār al-funūn ‚Stätte der Techniken/Künste‘), gegründet. Außerdem bemühte er sich, das Studium in Europa zu fördern.
Diese zahlreichen Reformen, die vor allem die ärmeren Schichten förderten, stießen jedoch auf Widerstand der Privilegierten. Im Umfeld seiner Schwiegermutter, der Mutter von Naser ad-Din Schah, wurde ein Komplott gegen ihn geschmiedet. Dem Schah wurde eingeredet, Amir Kabir wolle ihm den Thron streitig machen, sodass er 1851 seines Amtes enthoben und in den Fīn-Garten nach Kaschan verbannt wurde, wo er ein Jahr darauf ermordet wurde.

## Verfilmungen
Amir Kabirs Leben wurde von Dariusch Ardschmand in dem Film Nasereddin Shah, Actor-e Cinema porträtiert. Weiterhin wurde sein Leben von Saeed Nikpour in der Fernsehserie Amir Kabir nachgezeichnet.